# Беседь (деревня)
Беседь (бел. Беседзь, пол. Biesiedz) — упразднённая в 2012 году деревня в Ветковском горсовете Ветковского района Гомельской области Беларуси.
На юге и востоке граничит с лесом, на западе — торфяной заповедник.
В результате катастрофы на Чернобыльской АЭС и радиационного загрязнения жители (89 семей) были выселены из Беседи в 1991 году.

## География

### Расположение
В 9 км на север от Ветки, 31 км от Гомеля.

### Гидрография
Река Беседь (приток Река Сож).

## Транспортная сеть
Транспортные связи по просёлочной, затем автомобильной дороге Светиловичи — Гомель. Планировка состоит из криволинейной улицы, ориентированной с юго-запада на северо-восток. На юге обособленный участок застройки. Дома деревянные усадебного типа.

## История
Выявленные археологами 3 стоянки эпохи неолита (на правом берегу реки Беседь, в урочище Шубин и на восточной окраине) свидетельствуют о заселении этих мест с давних времён. По письменным источникам известна с XVIII века как деревня в Ветковской волости Белицкого, с 1852 года Гомельского уезда Могилёвской губернии. В 1785 году во владении князя Халецкого и княгини Любомирской. На реке Беседь действовала переправа через плотину с 4 деревянными мостами. В 1852 году сооружена мукомольня, которая в 1859 году переработала 30 тысяч пудов зерна. В 1871 году открыта маслобойня. В 1880 году начал действовать хлебозапасный магазин. В 1885 году располагались: церковь, водяная мельница, 2 круподробилки. Согласно переписи 1897 года располагались: церковь, часовня, винная лавка, школа грамоты, маслобойня. В 1909 году 1406 десятин земли. Рядом был одноименный фольварк. В 1921 году жители собрали и направили голодающим Поволжья 50 пудов ржи. В 1926 году работали почтовое отделение, начальная школа. В 1930 году организован колхоз. Во время Великой Отечественной войны в боях за деревню погибли 436 советских солдат (похоронены в братской могиле в центре деревни). 107 жителей погибли на фронте. В 1959 году входила в состав совхоза «Высокоборский» (центр — деревня Бартоломеевка). Размещались 8-летняя школа, клуб, библиотека, фельдшерско-акушерский пункт, отделение связи, магазин, лесничество.

## Население

### Численность
- 2010 год — жителей нет.

### Динамика
- 1885 год — 54 двора, 309 жителей.
- 1897 год — 76 дворов, 469 жителей (согласно переписи).
- 1909 год — 88 дворов, 603 жителя.
- 1926 год — 101 двор, 608 жителей.
- 1959 год — 477 жителей (согласно переписи).
- 1991 год — жители (89 семей) переселены.

## Достопримечательность
- Братская могила (1943)  Историко-культурная ценность Республики Беларусь, шифр 313Д000148